# 波蘭電視台第一台
波蘭電視台第一台（波蘭語：TVP1）是波蘭電視台一條於1952年開播的電視頻道，為波蘭首條和最具歷史的電視頻道，而在1970年之前更是當地唯一一條電視頻道。這條頻道播放新聞、音樂、綜藝、文化和電視劇等各類節目，並於2012年6月1日正式開播高清電視訊號。